# الفتاة الوحيدة (في العالم) (أغنية ريانا)
أونلي قيرل (إن ذا وورلد) هي أغنية سجلتها المغنية البربادوسية ريانا لألبومها الإستديو الخامس، لاود (2010). صدرت الأغنية يوم 10 سبتمبر، 2010، كأغنية منفردة أولى من الألبوم. الأغنية من كتابة كريستال جونسون، وستارقيت، وساندي فيي، ومن إنتاج ستارقيت، وساندي فيي، وكوك هاريل. الأغنية هي أغنية دانس-بوب ويوروبوب مع إيقاع عالي. كلمات الأغنية تدور حول ريانا تطالب انتباه عشيقها.

## الأداء التجاري

### أمريكا الشمالية
في الولايات المتحدة، أول ظهور للأغنية كان في الرسم البياني بيلبورد هوت 100 في المركز الخامس والسبعين يوم 25 سبتمبر، 2010. في الأسبوع التالي قفزت إلى المركز الثالث وبهذا أصبح لدى ريانا ستة عشر أغنية في المراكز العشرة الأولى. في الأسبوع الحادي عشر، الأغنية ارتفعت إلى القمة، أصبحت أغنية ريانا التاسعة التي تصل إلى المركز الأول. كان أول مرة في تاريخ بيلبورد هوت 100 بأن الأغنية المنفردة الأولى تصل إلى المركز الأول بعد الأغنية المنفردة الثانية، «واتز ماي نيم؟». دخلت الأغنية لأول مرة الرسم البياني بيلبورد للأغاني الرقمية في المركز الأول بعد بيع 249,000 نسخة. الأغنية أيضاً وصلت إلى المركز الأول في بيلبورد لأغاني البوب، وبهذا تصبح أغنية ريانا السابعة التي تصل إلى المركز الأول على هذا الرسم البياني. اعتباراً من يونيو 2013، الأغنية باعت 3,459,000 نسخة رقمية في الولايات المتحدة، حصلت على شهادة البلاتينيوم ثلاث مرات من قبل رابطة صناعة التسجيلات الأمريكية. دخلت الأغنية في المركز الأربعين لأفضل أغنية مبيعاً في هوت 100 والمركز الثالث والثلاثين في قائمة أفضل خمسين أغنية بوب مبيعاً في عام 2011. في كندا، دخلت لأول مرة في المركز الخامس والستين يوم 25 سبتمبر، 2010. في الأسبوع التالي، الأغنية بلغت ذروتها في المركز الأول، لمدة أسبوع واحد. بعد أسابيع من تقدم وتراجع الأغنية، الأغنية بلغت ذروتها في القمة مرة أخرى يوم 6 نوفمبر، 2010، لمدة ثلاثة أسابيع متتالية، وبهذا تمضي أربعة أسابيع غير متتالية في القمة. أصبحت الأغنية سابع أفضل أغنية مبيعاً في كندا لعام 2010، لبيع 231,000 نسخة.

### أوروبا وأوقيانوسيا
في المملكة المتحدة، الأغنية دخلت لأول مرة في المركز الثاني يوم 31 أكتوبر، 2010، لبيع أكثر من 126,000 نسخة، خلف أغنية شيريل كول «برومس ذس»، التي دخلت لأول مرة في المركز الأول مع 157,210 نسخة. أعطت هذه المبيعات ريانا ثاتي أعلى مبيعات أول أسبوع لأغاني منفردة لعام 2010 في المملكة المتحدة (خلف شيريل «برومس ذس») وأصبحت أغنية ريانا الرابعة عشر التي تدخل في المراكز العشرة الأولى في هذا الإقليم. في الأسبوع التالي الأغنية ارتفعت إلى القمة، أصبحت أغنية ريانا الرابعة التي تصل إلى المركز الأول في المملكة المتحدة لمدة أسبوعين. وقد تم منذ ذلك الحين اعتماد الأغنية على شهادة البلاتينيوم من قبل صناعة التسجيلات البريطانية لشحن 600,000 نسخة. في 2 يناير، 2011، أدرجت الأغنية في قائمة أكثر الأغاني تحميلاً في المركز الخامس عشر في المملكة المتحدة. اعتباراً من نوفمبر 2012، الأغنية باعت 1,040,000 نسخة في المملكة المتحدة. في أماكن أخرى في أوروبا، وصلت إلى المركز الثاني في فرنسا وقد باعت منذ ذلك الحين 145,000 نسخة. في ألمانيا، الأغنية بلغت ذروتها في المركز الثاني وحصلت على شهادة البلاتينيوم في فبراير 2011 لشحن 300,000 نسخة، وبهذا تصبح ثالث أغنية منفردة لها تحصل على هذا الأعتماد. في أستراليا، دخلت لأول مرة في المركز الأول يوم 3 أكتوبر، 2010. وقد تم منذ ذلك الحين اعتماد الأغنية على شهادة البلاتينيوم خمسة مرات من قبل رابطة صناعة تسجيل الأسترالية لشحن 350,000 نسخة. في نيوزيلندا، الأغنية دخلت لأول مرة المركز الأول لمدة أسبوع واحد، وقد تم منذ ذلك الحين اعتماد الأغنية على شهادة البلاتينيوم من قبل اتحاد صناعة التسجيلات في نيوزيلندا.

## الجوائز والترشيحات
| السنة | الحفل                                    | البلد المضيف                     | الفئة                   | النتيجة | المصادر |
| ----- | ---------------------------------------- | -------------------------------- | ----------------------- | ------- | ------- |
| 2011  | جوائز آيسكاب بوب الموسيقية               |                                  | الأغنية الأكثر أداءً     | فوز     | [ 27 ]  |
| 2011  | جوائز بي إم آي لندن                      |                                  | الأغنية الأكثر أداءً     | فوز     | [ 28 ]  |
| 2011  | جوائز الغرامي                            |                                  | أفضل تسجيل دانس         | فوز     | [ 29 ]  |
| 2011  | جوائز موسيقى الدانس العالمية             | أفضل أغنية بوب دانس              | رُشِّح                     | [ 30 ]  |         |
| 2011  | جوائز موسيقى الدانس العالمية             | أفضل أغنية آر أند بي/آيربان دانس | فوز                     | [ 30 ]  |         |
| 2011  | جوائز إم تي في للأغاني المصورة اليابانية |                                  | أفضل فيديو لأنثى        | رُشِّح     | [ 31 ]  |
| 2011  | جوائز إم تي في للأغاني المصورة اليابانية | أفضل فيديو آر أند بي             | فوز                     |         | [ 31 ]  |
| 2011  | جوائز متش للأغاني المصورة                |                                  | أفضل فيديو عالمي - فنان | رُشِّح     | [ 32 ]  |
| 2011  | جوائز متش للأغاني المصورة                | الفيديو الأكثر مشاهدة            | رُشِّح                     |         | [ 32 ]  |
| 2011  | جوائز سول ترين الموسيقية                 |                                  | أفضل أداء دانس          | رُشِّح     | [ 33 ]  |
| 2012  | جوائز آيسكاب بوب الموسيقية               | الأغنية الأكثر أداءً              | فوز                     | [ 34 ]  |         |
| 2012  | جوائز بربادوس الموسيقية                  |                                  | فيديو السنة             | فوز     | [ 35 ]  |
| 2012  | جوائز بربادوس الموسيقية                  | أغنية السنة                      | فوز                     |         | [ 35 ]  |
| 2012  | جوائز بي إم آي بوب                       |                                  | الأغنية الأكثر أداءً     | فوز     | [ 36 ]  |

## الصيغ وقائمة الأغاني
- تحميل رقمي من متجر آي تيونز [37][38]

1. «أونلي قيرل (إن ذا وورلد)» – 3:55

- أسطوانة منفردة ألمانية [39]

1. «أونلي قيرل (إن ذا وورلد)» – 3:55
2. «أونلي قيرل (إن ذا وورلد)» (إكستينتيد كلوب مكس) – 5:39

- أسطوانة منفردة بريطانية [40]

1. «أونلي قيرل (إن ذا وورلد)» – 3:55
2. «أونلي قيرل (إن ذا وورلد)» (اللحن) – 3:55

## الرسوم البيانية
| الرسم البياني (2010-2011)                                   | المركز | المصادر |
| ----------------------------------------------------------- | ------ | ------- |
| أستراليا (ARIA)                                             | 1      | [ 24 ]  |
| النمسا (Ö3 Austria Top 40)                                  | 1      | [ 41 ]  |
| بلجيكا (Ultratop 50 Flanders)                               | 2      | [ 42 ]  |
| بلجيكا (Ultratop 50 Wallonia)                               | 1      | [ 43 ]  |
| كندا (Canadian Hot 100)                                     | 1      | [ 13 ]  |
| جمهورية التشيك (IFPI)                                       | 5      | [ 44 ]  |
| الدنمارك (Tracklisten)                                      | 2      | [ 45 ]  |
| فنلندا (Suomen virallinen lista)                            | 2      | [ 46 ]  |
| فرنسا (SNEP)                                                | 2      | [ 47 ]  |
| ألمانيا (Media Control Charts)                              | 2      | [ 48 ]  |
| المجر (Rádiós Top 40)                                       | 1      | [ 49 ]  |
| المجر (Dance Top 40)                                        | 4      | [ 49 ]  |
| أيرلندا (IRMA)                                              | 1      | [ 50 ]  |
| إيطاليا (FIMI)                                              | 1      | [ 51 ]  |
| لوكسمبورغ (Billboard)                                       | 2      | [ 52 ]  |
| هولندا (Mega Single Top 100)                                | 2      | [ 53 ]  |
| نيوزيلندا (Recorded Music NZ)                               | 1      | [ 54 ]  |
| النرويج (VG-lista)                                          | 1      | [ 55 ]  |
| بولندا (Polish Airplay Top 20)                              | 1      | [ 56 ]  |
| بولندا (Dance Top 50)                                       | 1      | [ 57 ]  |
| البرتغال (Billboard)                                        | 1      | [ 58 ]  |
| سلوفاكيا (IFPI)                                             | 1      | [ 59 ]  |
| إسبانيا (PROMUSICAE)                                        | 2      | [ 60 ]  |
| السويد (Sverigetopplistan)                                  | 2      | [ 61 ]  |
| سويسرا (Schweizer Hitparade)                                | 1      | [ 62 ]  |
| المملكة المتحدة (The Official Charts Company)               | 1      | [ 63 ]  |
| الولايات المتحدة (Billboard Hot 100)                        | 1      | [ 64 ]  |
| الولايات المتحدة (Billboard Adult Contemporary)             | 17     | [ 65 ]  |
| الولايات المتحدة (Billboard Adult Pop Songs)                | 11     | [ 66 ]  |
| الولايات المتحدة (Billboard Dance Club Songs)               | 1      | [ 67 ]  |
| الولايات المتحدة (Billboard Dance/Electronic Digital Songs) | 42     | [ 68 ]  |
| الولايات المتحدة (Billboard Dance/Mix Show Airplay)         | 1      | [ 69 ]  |
| الولايات المتحدة (Billboard Digital Songs)                  | 1      | [ 70 ]  |
| الولايات المتحدة (Billboard Latin Airplay)                  | 15     | [ 71 ]  |
| الولايات المتحدة (Billboard Latin Pop Songs)                | 4      | [ 72 ]  |
| الولايات المتحدة (Billboard Hot Latin Songs)                | 15     | [ 73 ]  |
| الولايات المتحدة (Billboard Pop Songs)                      | 1      | [ 74 ]  |
| الولايات المتحدة (Billboard Radio Songs)                    | 1      | [ 75 ]  |
| الولايات المتحدة (Billboard Rhythmic Songs)                 | 1      | [ 76 ]  |
| الولايات المتحدة (Billboard Ringtones)                      | 6      | [ 77 ]  |
| الولايات المتحدة (Billboard Tropical Songs)                 | 18     | [ 78 ]  |

| الرسم البياني (2010)                          | المركز | المصادر |
| --------------------------------------------- | ------ | ------- |
| أستراليا (ARIA)                               | 7      | [ 79 ]  |
| النمسا (Ö3 Austria Top 40)                    | 18     | [ 80 ]  |
| بلجيكا (Ultratop 50 Flanders)                 | 22     | [ 81 ]  |
| بلجيكا (Ultratop 50 Wallonia)                 | 22     | [ 82 ]  |
| كندا (Canadian Hot 100)                       | 30     | [ 83 ]  |
| الدنمارك (Tracklisten)                        | 15     | [ 84 ]  |
| المجر (Rádiós TOP 100)                        | 75     | [ 85 ]  |
| المجر (Dance TOP 100)                         | 92     | [ 86 ]  |
| أيرلندا (IRMA)                                | 5      | [ 87 ]  |
| هولندا (Mega Single Top 100)                  | 23     | [ 88 ]  |
| السويد (Sverigetopplistan)                    | 8      | [ 89 ]  |
| سويسرا (Schweizer Hitparade)                  | 11     | [ 90 ]  |
| المملكة المتحدة (The Official Charts Company) | 4      | [ 91 ]  |
| الولايات المتحدة (Billboard Hot 100)          | 47     | [ 92 ]  |
| الولايات المتحدة (Billboard Dance Club Songs) | 46     | [ 93 ]  |
| الولايات المتحدة (Billboard Digital Songs)    | 44     | [ 94 ]  |
| الولايات المتحدة (Billboard Pop Songs)        | 45     | [ 95 ]  |
| الولايات المتحدة (Billboard Radio Songs)      | 57     | [ 96 ]  |

| الرسم البياني (2011)                            | المركز | المصادر |
| ----------------------------------------------- | ------ | ------- |
| أستراليا (ARIA)                                 | 74     | [ 97 ]  |
| النمسا (Ö3 Austria Top 40)                      | 67     | [ 98 ]  |
| بلجيكا (Ultratop 50 Flanders)                   | 68     | [ 99 ]  |
| بلجيكا (Ultratop 50 Wallonia)                   | 70     | [ 100 ] |
| كندا (Canadian Hot 100)                         | 27     | [ 101 ] |
| المجر (Rádiós TOP 100)                          | 15     | [ 102 ] |
| المجر (Dance TOP 100)                           | 29     | [ 103 ] |
| السويد (Sverigetopplistan)                      | 32     | [ 104 ] |
| سويسرا (Schweizer Hitparade)                    | 42     | [ 105 ] |
| الولايات المتحدة (Billboard Hot 100)            | 40     | [ 106 ] |
| الولايات المتحدة (Billboard Adult Contemporary) | 37     | [ 107 ] |
| الولايات المتحدة (Billboard Digital Songs)      | 65     | [ 108 ] |
| الولايات المتحدة (Billboard Pop Songs)          | 33     | [ 109 ] |
| الولايات المتحدة (Billboard Radio Songs)        | 19     | [ 110 ] |
| الولايات المتحدة (Billboard Ringtones)          | 43     | [ 111 ] |

## الشهادات
| الدولة           | المزود | الشهادات     | المبيعات  | المصادر |
| ---------------- | ------ | ------------ | --------- | ------- |
| أستراليا         | (ARIA) | 5× بلاتينيوم | 350,000   | [ 112 ] |
| بلجيكا           | (BEA)  | بلاتينيوم    | 30,000    | [ 112 ] |
| الدنمارك         | (IFPI) | بلاتينيوم    | 30,000    | [ 113 ] |
| ألمانيا          | (BVMI) | بلاتينيوم    | 300,000   | [ 114 ] |
| إيطاليا          | (FIMI) | بلاتينيوم    | 30,000    | [ 115 ] |
| نيوزيلندا        | (RMNZ) | بلاتينيوم    | 15,000    | [ 116 ] |
| السويد           | (GLF)  | بلاتينيوم    | 40,000    | [ 117 ] |
| سويسرا           | (IFPI) | 2× بلاتيتيوم | 60,000    | [ 118 ] |
| المملكة المتحدة  | (BPI)  | بلاتينيوم    | 1,040,000 | [ 119 ] |
| الولايات المتحدة | (RIAA) | 3× بلاتينيوم | 3,459,000 | [ 120 ] |

## تاريخ الإصدار
| الدولة           | التاريخ         | نوع الإصدار                | الشركة المنتجة | المصادر         |
| ---------------- | --------------- | -------------------------- | -------------- | --------------- |
| أستراليا         | 10 سبتمبر       | تحميل رقمي                 | ديف جام        | [ 121 ]         |
| الدنمارك         | 10 سبتمبر       | تحميل رقمي                 | ديف جام        | [ 122 ]         |
| هولندا           | 10 سبتمبر       | تحميل رقمي                 | ديف جام        | [ 123 ]         |
| نيوزيلندا        | 10 سبتمبر       | تحميل رقمي                 | ديف جام        | [ 124 ]         |
| البرازيل         | 13 سبتمبر، 2010 | تحميل رقمي                 | ديف جام        | [ 125 ]         |
| كندا             | 13 سبتمبر، 2010 | تحميل رقمي                 | ديف جام        | [ 126 ]         |
| فنلندا           | 13 سبتمبر، 2010 | تحميل رقمي                 | ديف جام        | [ 127 ]         |
| فرنسا            | 13 سبتمبر، 2010 | تحميل رقمي                 | ديف جام        | [ 128 ]         |
| إيطاليا          | 13 سبتمبر، 2010 | تحميل رقمي                 | ديف جام        | [ 129 ]         |
| النرويج          | 13 سبتمبر، 2010 | تحميل رقمي                 | ديف جام        | [ 130 ]         |
| البرتغال         | 13 سبتمبر، 2010 | تحميل رقمي                 | ديف جام        | [ 131 ]         |
| إسبانيا          | 13 سبتمبر، 2010 | تحميل رقمي                 | ديف جام        | [ 132 ]         |
| السويد           | 13 سبتمبر، 2010 | تحميل رقمي                 | ديف جام        | [ 133 ]         |
| سويسرا           | 13 سبتمبر، 2010 | تحميل رقمي                 | ديف جام        | [ 134 ]         |
| الولايات المتحدة | 13 سبتمبر، 2010 | تحميل رقمي                 | ديف جام        | [ 37 ]          |
| الولايات المتحدة | 21 سبتمبر، 2010 | ماين ستريم وريذميك راديو   | ديف جام        | [ 135 ] [ 136 ] |
| ألمانيا          | 8 أكتوبر، 2010  | أسطوانة منفردة             | يونيفرسال      | [ 39 ]          |
| المملكة المتحدة  | 25 أكتوبر، 2010 | تحميل رقمي، أسطوانة منفردة | ميركوري        | [ 40 ]          |